# تفکر واگرا
تفکر واگرا (به انگلیسی: Divergent Thinking) یک فرایند یا روش تفکر است که با استفاده از آن و بررسی تعداد زیادی از راه‌حل‌های ممکن، می‌توان به تولید ایده‌های خلاق پرداخت. تفکر واگرا معمولاً در برابر یک فرایند دیگر خلاقیت یعنی تفکر همگرا قرار می‌گیرد. در تفکر همگرا، از مجموعه گام‌های منطقی برای رسیدن به راه‌حل استفاده می‌شود. در مقابل، در تفکر خلاق، از جریان سیال ذهن و بدون بهره‌گیری از شیوه‌ای منظم برای رسیدن به ایده‌های خلاق استفاده می‌شود. تفکر واگرا به تولید حجم زیادی از ایده‌های خلاق می‌انجامد. در این روش، راه‌حل‌های ممکن در یک بازه زمانی کوتاه بررسی شده و ارتباطات غیرمعمول بین موارد مختلف مد نظر قرار می‌گیرد. پس از اتمام فرایند تفکر واگرا، ایده‌های به دست آمده با استفاده از الگوی تفکر همگرا، به شکلی منظم و ساختارمند مورد بررسی قرار می‌گیرند.
گفتنی است یک روان‌شناس به نام جوی پاول گیلفرد برای نخستین بار دو عبارت تفکر همگرا و تفکر واگرا را در سال ۱۹۵۶ به کار برد.